# Водовозов, Василий Васильевич
Васи́лий Васи́льевич Водово́зов (1864, Санкт-Петербург — 1933, Збраслав, Чехословакия) — русский публицист, юрист и экономист, автор статей по социально-экономической и политической истории.

## Биография
Родился 22 декабря 1864 (3 января 1865) в семье педагогов Василия Ивановича и Елизаветы Николаевны Водовозовых.
По окончании Ларинской гимназии в 1883 году поступил в Санкт-Петербургский университет — на историко-филологический факультет; но вскоре перешёл на юридический факультет.
В 1886—1887 годах вёл иностранный отдел в газете «Неделя». В феврале 1887 года, будучи студентом, был арестован за издание нелегальной литературы и после трёхмесячного заключения отправлен на пять лет в Архангельскую губернию; в 1890 году по настойчивым ходатайствам матери получил отпуск для сдачи государственных экзаменов, после чего возвращён в ссылку. В 1890 году поместил в «Северном вестнике» статью о пенитенциарном конгрессе в Санкт-Петербурге, в 1892 году в «Юридическом вестнике» — о дореформенной юстиции. В 1893—1894 годах вёл иностранный отдел в газете «Русская жизнь». В марте 1894 года был выслан из Санкт-Петербурга и отправился на Балканский полуостров. В 1895 году поместил в «Русском богатстве» статью «Стефан Стамбулов», в «Вестнике Европы» — «По Болгарии». В 1897 году ездил в Австро-Венгрию, но за корреспонденции оттуда арестован в Пшемысле (в Галиции) и выслан без права въезда в Австрию навсегда. В 1901 году ездил в Австрию вновь, но под чужим именем. С 1896 года жил в Киеве. В 1900 году был арестован по так называемому «Ибсеновскому делу» (делу о реферате Луначарского, в частной квартире, об Ибсене), просидел в киевской тюрьме 6 недель, был под следствием 2 года и освобождён за отсутствием улик. С 1904 года жил в Санкт-Петербурге, где принадлежал к редакции «Нашей жизни», а также вёл иностранный отдел в «Вопросах жизни».
В 1903—1905 годах читал лекции в разных городах России по вопросам государственного права. Написал ряд работ по новейшей истории, государственному праву и политике в «Мире Божием», «Русском богатстве», «Новом слове», «Начале», «Новом пути»; по преимуществу занимался вопросами избирательного права и политическими партиями Запада. В статьях «Антисемитизм в Германии и предстоящие выборы в рейхстаг» и «Политические партии в Австрии» (в «Русском богатстве», 1898) сделал попытку применения статистического метода к исследованию роста политических идей. Отдельно издал: «Материалы для характеристики положения русской печати» (Женева, 1898); «Исследование г. Тарле по социальной истории Англии» (СПб., 1901; отрицательная оценка диссертации Е. Тарле о Томасе Море); «Всеобщее избирательное право на Западе» (популярная брошюра, Ростов-на-Дону, 1905); «Пропорциональные выборы или представительство меньшинства» (СПб., 1905).
В «Энциклопедическом словаре Брокгауза и Ефрона» ему принадлежит большая часть статей по государственному праву и политическим движениям (Милитаризм, Монархия, Обструкция, Парламент, Партии политические, Союз государств, Федерация, Консервативная, Либеральная, Социалистическая партия и т. д.), а также новейшей истории Запада.
Активный член Союза освобождения (1904—1905 годы). В 1906 году был осужден по ряду дел (связанных с работой в качестве редактора газет «Народное хозяйство», «Наша жизнь» и периодического издания «Вестник Свободы») к заключению в крепости на один год. Член центральных комитетов Трудовой группы и Трудовой народно-социалистической партии.
В 1917 году входил в редакцию журнала «Былое», сотрудничал в газете «День», а также входил в состав ЦК Трудовой народно-социалистической партии.
В 1918—1923 годах преподавал в Петроградском университете (в 1920—1921 годах вел семинар по государственному праву на факультете общественных наук) и в Политехническом институте, работал в Петроградском историко-революционном архиве, выступал с публичными лекциями о декабристах, петрашевцах и Герцене, выпустил ряд изданий и брошюр, посвященных организации Учредительного собрания, всеобщему избирательному праву, политическим партиям, проблемам мировой войны и пр. В 1923—1924 годах находился в научной командировке в Берлине; из командировки не вернулся, оставшись жить в Берлине. В 1924 году переехал в Прагу. Последние годы жил в крайней нужде, кроме того, стал терять зрение и слух.
Покончил жизнь самоубийством 7 октября 1933 года, бросившись под поезд.

### Семья
Жена Ольга Александровна Водовозова (урожд. Введенская; 1884—1933) — историк, переводчик. Через сорок дней после смерти мужа также совершила самоубийство (приняла большую дозу снотворного — веронала).

## Основные работы
- В. В. Водовозов. Армия и учредительное собрание. — Пг.: «Единение», 1917. — 15 с.
- В. В. Водовозов. Версальский мир и Лига наций. — Пг.: «Мысль», 1922. — 95 с.
- В. В. Водовозов. Война и революция. Речь, произнесенная на Петербургском организационном собрании Трудовой группы. — Пг.: Бюро Трудовой группы, 1917. — 24 с.
- В. В. Водовозов. Всеобщее избирательное право. 3-е изд., перераб. — Пг.: «Огни», 1917. — 60 с.
- В. В. Водовозов. Всеобщее избирательное право и его применение в России. 2-е изд., исп. и доп. — СПб.: Кн. маг. «Наша жизнь», 1906. — Вып. 1, 60 с.; вып. 2, 56 с.
- В. В. Водовозов. Всеобщее избирательное право и его применение в России // Отд. отт. из изд.: Всеобщее избирательное право. Сб. статей (Саратов, 1905). — Саратов: [Б. и.], 1906. — С. 183—218.
- В. В. Водовозов. Всеобщее избирательное право и его применение в России // Отд. отт. из изд.: Правовое государство и народное голосование (СПб., 1906). — СПб.: Изд-во Н. Глаголева, 1906. — С. 91—218.
- В. В. Водовозов. Всеобщее избирательное право на Западе. 2-е изд., перераб. и доп. — Ростов-на-Дону: «Донская речь», 1905. — 32 с.
- В. В. Водовозов. Всеобщее избирательное право на Западе. — Ростов-на-Дону: «Донская речь», 1905. — 31 с.
- В. В. Водовозов. А. И. Герцен. — Пг.: Госиздат, 1920. — 29 с.
- В. В. Водовозов. Ифигения в Тавриде. Трагедия Гёте. — СПб.:, 1888.
- В. В. Водовозов. Граф С. Ю. Витте и император Николай II. — М.: «Искусство и культура», 1992. — 117 с.
- В. В. Водовозов. Граф С. Ю. Витте и император Николай II. — Пг.: «Мысль», 1922. — 126 с.
- В. В. Водовозов. Забытая статья В. Г. Короленко // В кн.: В. Г. Короленко. Жизнь и творчество. Сб. статей под ред. А. Б. Петрищева. — Пг., 1922. — С. 160—166.
- В. В. Водовозов. Западная Европа и Америка после войны. — Пг.: Госиздат, 1922. — 208 с.
- В. В. Водовозов. Избирательное право в Европе и России. — СПб.: Изд-во Брокгауза-Ефрона, 1906. — 66 с.
- В. В. Водовозов. Исследование г. Тарле по социальной истории Англии. — СПб.: Тип. М. Стасюлевича, 1901. — 16 с.
- В. В. Водовозов. История антисемитической партии в Германии и предстоящие выборы в рейхстаг. Тезисы. — М., 1898. — 2 с.
- В. В. Водовозов. Очерк последующих событий до наших дней [Италия в царствование Гумберта I] // В кн.: Э. Сорен. История Италии от 1815 года до смерти Виктора Эммануила. Пер. с фр. М. Чепинской. — СПб.: Изд-во О. Н. Попова , 1898. — С. 363—410.
- В. В. Водовозов. Итоги и факты. Война. Государственная дума // Современник. — 1912. — Кн. 10. — С. 337—352.
- В. В. Водовозов. Как будут произведены выборы в Учредительное собрание. — Пг.: «Новая России», 1917. — 30 с.
- В. В. Водовозов, В. Голубев. Как выбирать в Государственную Думу? — СПб.: Тип. т-ва «Общественная пользова», 1906. — 29 с.
- В. В. Водовозов. Как производятся выборы в Государственную думу по закону 3 июня 1907 года. — СПб.: «Народное право», 1907. — 33 с.
- В. В. Водовозов. Какая система должна быть принята для избрания Учредительного собрания. Пропорциональные или мажоритарные выборы? — Пг.: «Земля и труд», 1917. — 30 с.
- В. В. Водовозов. Конституция Швейцарии. Перевод текстов Швейцарской конституции и избирательного закона. — СПб.: Типо-лит. «Герольд», 1905. — 95 с.
- В. В. Водовозов. Конституция Швейцарии. Перевод текстов Швейцарской конституции и избирательного закона // В кн.: Знание-польза, альманах № 6. — СПб.: Типо-лит. «Герольд», 1905. — 95 с.
- В. В. Водовозов. Кто будет выбирать в Учредительное собрание? — Пг.: «Единение», 1917. — 14 с.
- В. В. Водовозов. Кто будет выбирать в Учредительное собрание? — Одесса: Одесск. объед. ком-т по распрост. литературы и сведений среди войск, 1917. — 8 с.
- В. В. Водовозов. Материалы для характеристики положения русской печати. Вып. 1—2. — Женева: Союз рус. социальдемократов, 1898.
- В. В. Водовозов. На Балканах. — Пг.: «Огни», 1917. — 139 с.
- В. В. Водовозов. Новая Европа. — Прага: «Пламя», 1925. — 410 с.
- В. В. Водовозов. По сербской Македонии. Путевые заметки. — Пг.: Тип. т-ва «Общественная польза», 1916. — 47 с.
- В. В. Водовозов. Политические и общественные взгляды Пушкина в последний период его жизни // В кн.: Пушкин. Сочинения. Т. 6. — Пг., 1915. — С. 368—389.
- В. В. Водовозов. Положение о выборах в Учредительное собрание. Раздел I. Текст законов с введением и разъяснениями. — Пг.: «Огни», 1917. — 96 с.
- В. В. Водовозов. Порядок выборов в Учредительное собрание. Общедоступное изложение закона и выборах. — Пг.: «Единение», 1917. — 63 с.
- В. В. Водовозов. Проект избирательных законов в Учредительное собрание и парламент. — Ростов-на-Дону: «Донская речь», 1905. — 24 с.
- В. В. Водовозов. Пропорциональные выборы или представительство меньшинства. — СПб.: Типо-лит. А. К. Вейерман, 1905. — 47 с.
- В. В. Водовозов. [Предисловие и примечания] // В кн.: А. Н. Пыпин. Панславизм в настоящем и прошлом. — СПб.: «Колос», 1913. — 192 с.
- В. В. Водовозов. Равноправие народностей. — Пг.: «Земля и труд», 1917. — 14 с.
- В. В. Водовозов. [Предисловие] // В кн.: Сборник программ политических партий в России. — СПб.: Кн. маг. «Наша жизнь», 1905. — Вып. 1, 69 с.; вып. 2, 72 с.
- В. В. Водовозов. III Государственная Дума, 1912.
- В. В. Водовозов. Учредительное собрание. — Пг.: «Огни», 1917. — 75 с.
- В. В. Водовозов. Учредительное собрание. — Лозанна: О-во нар. изд-ва им. А. Герцена в Лозанне, 1917. — 56 с.
- В. В. Водовозов. Царь или республика. 2-е изд., испр. и доп. — Пг.: «Единение», 1917. — 14 с.
- В. В. Водовозов. Царь или республика. — Пг.: «Единение», 1917. — 7 с.
- В. В. Водовозов. Царь или республика. — Казань: Культ.-просвет. секция при Сов. раб. и солд. деп., 1917. — 8 с.
- В. В. Водовозов. Что делала трудовая группа в Государственной Думе в 1907—1908 гг., 1908.
- В. В. Водовозов. Что такое мир без аннексий и контрибуций. — Пг.: «Единение», 1917. — 29 с.
- В. В. Водовозов. Что такое мир без аннексий и контрибуций. — Одесса: Объед. культ.-просвет. орг-ций «Румчерода», Сов. солд. и офицер. деп. г. Одессы и ком. Румфронта Земсоюза, 1917. — 15 с.
- В. В. Водовозов. Что такое мир на началах самоопределения народов. — Пг.: «Единение», 1917. — 30 с.
- В. В. Водовозов. Что такое политическая партия? — Пг.: Тип. «Трудолюбие», 1917. — 9 с.
- В. В. Водовозов. Что такое политическая партия? — Пг.: Изд-во Вольно-эконом. о-ва, 1917. — 9 с.
- В. В. Водовозов. Что такое Учредительное собрание? — Керчь: Тип. Натковича и Виниковича, 1918. — 8 с.
- В. В. Водовозов. Что такое Учредительное собрание? — Пг.: «Единение», 1917. — 14 с.
- Дело В. В. Водовозова в Санкт-Петербургской судебной палате по обвинению в девяти литературных преступлениях, совершенных им в качестве редактора «Нашей жизни», «Сборника программ политических партий в России» и др. Речи А. С. Зарудного и В. В. Водовозова. — СПб.: Кн. маг. «Наша жизнь», 1906. — 64 с.